# 斯特雷滕伯格崖
85°3′S 92°7′W / 85.050°S 92.117°W
斯特雷滕伯格崖（英語：Streitenberger Cliff），是南極洲的山崖，位於埃爾斯沃思地，處於里德嶺以西2.4公里，屬於蒂爾山脈中福特山的一部分，現時由南極條約體系管理。